# Laura Poulsen
Laura Drachmann Poulsen (født 15. oktober 2007) er formand for Danske Skoleelever DSE i skoleåret 2023/2024. Laura afsluttede 9. klasse på folkeskolen Tirsdalens Skole i Randers i 2023 og trådte til d. 1. juli 2023.
Ydermere er Laura tidligere formand for det lokale fælleselevråd; Randers Fælleselevråd. Hun var formand for lokalafdeling midtjylland, indtil hun i trådte ind som konstitueret næstformand